# Silviu Dimitrovici
Silviu Dimitrovici (* 17. Juli 1925 in Czernowitz; † 12. Dezember 1964 in Bukarest) war Diplomingenieur im Bauwesen.

## Wirken
Silviu Dimitrovici war einer der führenden Diplomingenieure Rumäniens im Bereich Bauwesen in den Jahren zwischen ca. 1950 und 1964. Er konstruierte Traglufthallen, Fabriken und eine besonders erdbebensichere Architektur für Wohngebäude.
Darüber hinaus lehrte Silviu Dimitrovici als an der Universität Bukarest sowohl in der Fakultät Bauwesen als auch in der Fakultät Mathematik.
Er hielt zahlreiche Vorträge in Bukarest und (1959) auch in Ost-Berlin.
| Personendaten    | Personendaten                           |
| ---------------- | --------------------------------------- |
| NAME             | Dimitrovici, Silviu                     |
| KURZBESCHREIBUNG | rumänischer Diplomingenieur im Bauwesen |
| GEBURTSDATUM     | 17. Juli 1925                           |
| GEBURTSORT       | Czernowitz                              |
| STERBEDATUM      | 12. Dezember 1964                       |
| STERBEORT        | Bukarest                                |